# Repeuplement cynégétique
Dans le domaine de la gestion cynégétique, le repeuplement désigne l'activité d'introduction dans la nature d'animaux destinés à servir de gibier pour la chasse de loisir.

Il est en quelque sorte à la chasse ce que le « réempoissonnement » est ou était (car il se fait plus rare) à la pêche de loisir.
Selon l'ONCFS, « l'objectif de ces lâchers est de maintenir une activité de chasse plus motivante pour les chasseurs ».
Les animaux concernés sont légalement chassables, et le plus souvent issus d'élevage spécialisés. Plus rarement il s'agit de transferts de petites populations par exemple de lapin piégés à l'aide de furets, ou de sangliers ou de cervidés extraits de propriétés où ils étaient jugés indésirables ou trop nombreux pour être introduits dans un territoire dépeuplé où ils pourront servir de géniteurs et/ou être chassés ; dans ce dernier cas on parle alors plutôt de « translocations ».
En Europe, sur les dizaines de millions d'animaux sont ainsi chaque année relâchés dans la nature, voire en hiver.
Cette pratique pose des questions de modèle économique et cynégétique, des questions sanitaires et écoépidémiologiques concernant certains risques de zoonoses ainsi que des questions écologiques, éthiques ou de bioéthique car toutes les études disponibles concernant les effets à long terme des repeuplements pointent une très forte mortalité au sein des animaux relâchés, ainsi que des risques sanitaires et/ou des problèmes de pollution génétique qui pourraient expliquer l'inefficacité voire la contre-productivité de la plupart des opérations dites de « repeuplement ».

## Importance quantitative des relâchés
Les repeuplements sont couramment pratiqués en Europe et en Amérique du Nord, généralement aux frais des sociétés de chasse locales ou d'organismes régionaux pour les besoins de la chasse récréative qui est aussi (en Europe et Amérique du Nord) une source de revenus importants pour ceux qui louent leurs terres et forêts à la chasse et pour ceux qui vendent ces animaux. 
En Europe, plusieurs dizaines de millions d'animaux sont ainsi chaque année élevés et relâchés dans la nature. Ils le sont principalement au printemps ou en été et plus rarement en hiver.
À titre d'exemple aux alentours de l'an 2000 environ 3 millions de perdrix rouges étaient relâchées chaque année en Espagne essentiellement comme gibier de repeuplement et de chasse (plutôt en Automne et parfois au printemps) ; Un petit nombre de perdrix d'élevage est aussi consacré à l'entrainement des chiens de chasse ou utilisé lors de « parties de tir » dit « traditionnelles » à la perdrix.

## Méthode de production des animaux
La plupart des animaux de repeuplements sont issus d'élevages intensifs semi-industriels.
Ces élevages doivent en France faire l'objet d'une autorisation administrative. Mais le suivi vétérinaire de ces animaux d'élevage est moins poussé que pour ceux qui produisent des animaux envoyés dans les abattoirs, notamment juste avant leur consommation par l'Homme.
De plus pour accoutumer les oiseaux à leur environnement futur, les volières puis éventuelles volières de pré-lâcher sont souvent situées en forêt ou dans des milieux semi-naturels. Dans cet environnement non choisi par l'animal, et où il sera durant plusieurs mois contraint de vivre dans une cage et/ou en promiscuité avec ses congénères dans un petit espace, ses parasites (nématodes, puces, tiques et autres acariens, notamment...) et certains pathogènes peuvent trouver des conditions favorables d'infestations.

## Tendances
Depuis les années 1950, au moins pour certaines espèces, on observe à la fois que les effectifs relâchés sont plus nombreux, et qu'ils se font sur un territoire de plus en plus vaste.
Ainsi en France des milliers de perdrix rouge sont aujourd'hui lâchées dans des « zones où elle n’existe pas naturellement » note l'ONCFS qui précise qu'en 1984 les lâchers se faisaient dans 37 départements, tous situés dans la zone de répartition naturelle de l'espèce en 1984, alors qu'en 1998 elles sont relâchées dans au moins 73 départements. Les effectifs relâchés sont aussi en forte hausse (passés de 400 000 par an en 1970 et 1975 à 800 000 par an 10 ans plus tard.
En 1996, l’estimation était de 2,5 millions de perdrix rouges d'élevage relâchées en France .

## Évaluation d’efficacité/inefficacité des repeuplements
Aux moyens classiques d'évaluation et de suivi (technique de marquage et capture-recapture), se sont ajoutés de nouveaux moyens de suivi par télémétrie, ainsi que de nouveaux moyens d'analyses génétiques. Ils ont permis, depuis les années 1990, que les études scientifiques deviennent plus fiables et précises. Toutes les études scientifiques et cynégétiques disponibles concluent à l’inefficacité à moyen et long terme des opérations se repeuplement telles qu’elles ont été pratiquées depuis plusieurs décennies.
D'autres études ont abouti aux mêmes conclusions pour les réempoissonnements faits à partir de poissons d'élevage, les échecs ayant semble-t-il des causes similaires dans les deux cas.
Une cause première et presque immédiate d'échec est la forte mortalité des animaux réintroduits : Par exemple, selon une étude espagnole publiée en 2000 : 40 % de des perdrix rouges d'élevage relâchées mourraient dans le premier mois, dont 25 à 30 % dans les premières 72 heures, essentiellement à cause de la prédation contre laquelle ils semblent plus démunis que les oiseaux, mais il existe d'autres causes (détaillées ci-dessous).

## Causes connues d'échecs des repeuplement, et améliorations possibles
Repeupler artificiellement un milieu agricole, naturel ou semi-naturel comporte des inconvénients et des risques, qui expliquent les nombreux échecs, et le fait même des repeuplements importants et renouvelée chaque année soient sans effets sur la population sauvage.

## Effets pervers
En dépit de millions d'animaux ainsi réintroduit, les populations en déclin ne sont généralement que très provisoirement confortée ou restaurée. 
Paradoxalement, les repeuplements peuvent parfois même affaiblir les populations relictuelles en appauvrissant leur patrimoine génétique, situation encore plus critique dans les contextes de changements globaux ou locaux qui demandent aux animaux sauvages de s'adapter rapidement à un environnement changeant (dérèglement climatique, perte de sélection naturelle par les grands prédateurs, maladies émergentes, pollutions, dont par les pesticides, disparition des mares, perturbation du cycle hydrique par l'artificialisation du territoire, etc.
Les animaux de repeuplement étant inadaptés à leur environnement, ils bénéficient plutôt aux prédateurs (renards et rapaces notamment dans le cas des perdrix) qu'aux populations relictuelles que l'on voulait démographiquement conforter.

Dans le cas de la perdrix rouge, selon l'ONCFS (2013) « ces pratiques rendent presque impossible le suivi de l’évolution de la population française de Perdrix rouge à partir des prélèvements. Le risque n’est pas nul que l’espèce à l’état sauvage disparaisse sans que l’on s’en aperçoive ». De plus, « Si l’essentiel de ces oiseaux est tué dans les premières semaines de chasse (figure 10), des perdrix « sauvages » sont également prélevées et ce en proportion croissante au cours de la saison. Il est donc faux de dire que « les lâchers protègent les sauvages ». Cette croyance peut être dangereuse car elle peut encourager à prolonger la saison de chasse. ». En éliminant massivement les animaux d'élevage inadaptés (et souvent source de pollution génétique et/ou d'homogénéisation génétique), les prédateurs rendent en quelque sorte service aux restes de population sauvage, mais la pression de prédation artificiellement encouragée par les lâchers peut ensuite se retourner contre les individus sauvages, qui restent de plus soumis à la pression de chasse une fois que les animaux relâchés ont été décimés par les prédateurs et par la chasse. La prédation des chats et des chiens sur les perdrix ne doit pas non plus être sous-estimé rappelle l'ONCFS.

### Causes d'échec
Parmi les causes d'échecs (citées par la littérature et faisant consensus scientifique) :
- les animaux d'élevages sont presque toujours moins bien adaptés à la vie dans la nature que leurs congénères sauvages ;
- des problèmes de pollution génétique existent dans les élevages. Les progrès de la génomique et des analyses génétiques appliqués à la biologie de la conservation des ressources génétiques ont confirmé que les réintroductions à partir de souches d'élevages génétiquement trop homogènes et pauvres pouvaient poser de graves problèmes de pollution génétique et d'appauvrissement génétique ;
- certains problèmes sanitaires peuvent parfois générer des effets pervers ;
- Les opérations de repeuplement (à partir d'animaux d'élevage, et parfois de translocations) ne sont généralement pas précédées d'une analyse fine des causes de dépeuplement (Réintroduire des animaux dans un environnement dégradé, voire de plus en plus dégradé (dont par la grenaille de plomb) se solde par un risque plus élevé d'échec) ;
- la manière dont les animaux sont relâchés a une importance. Dans certains cas un parc (ou volière) d’acclimatation semble pouvoir améliorer le taux de survie et surtout le fait de ne pas lâcher les animaux de manière groupée peut améliorer leur survie (ex : sur 62 perdrix radio-marquées par Gortázar et al. (2000), la moitié a été relâchée groupée, et l'autre moitié sur des sites dispersés. Celles qui ont été relâchées individuellement et de manière dispersée ont été nettement plus nombreuses  à survivre (6 fois plus à la fin du premier mois ; 37,4 ± 1,8 % contre seulement 5,8 ± 1,1 %). L'effet d’agrégation et l'inexpérience des animaux semble beaucoup faciliter la prédation (par le renard et l'aigle royal dans cette région et dans le cas de la perdrix rouge). Les auteurs ont conclu que le repeuplement n'est pas un outil adéquat pour la gestion de la perdrix rouge, mais qu'il pourrait au moins être amélioré (en termes de survie) par des lâchés sur des sites dispersés[3].
- les translocations comportent des risques de transferts de parasites et pathogènes[4] qui peuvent être réduits par un suivi vétérinaire et des bilans de santé, une mise en quarantaine et des traitements antiparasitaires préventifs ;
- À cause du dérangement, d'odeurs nouvelles, du manque de points d'eau ou pour des raisons mal comprises, les animaux relâchés peuvent chercher d'autres lieux d'alimentation ou de cantonnement que ceux qu'on leur avait choisis. Pour les fixer géographiquement, on les relâche parfois d'abord dans un enclos d'acclimatation à leur nouveau territoire et/ou en leur offrant de la nourriture ou un gîte (garenne artificielle dans le cas du lapin[5]). Les repeuplements en lapins ont été et sont encore fréquents, mais souvent soldés par des échecs, alors qu'ailleurs il arrive que ces mêmes lapins pullulent sans que les propriétaires arrivent à en réguler les populations. Des études et modélisations cherchent à définir les critères de réussite de telles réintroductions[6]. Un nouveau moyen de sélectionner des génotypes de géniteurs[7], de suivre l'efficacité ou les impacts négatif d'un repeuplement est d'utiliser les outils de biologie moléculaire[8]
- Des animaux d'élevages peuvent éventuellement être introduits dans la nature avec des parasites ou des pathogènes qu'ils peuvent transmettre à leurs congénères sauvages ;
- Dans le cas de la perdrix rouge, la plupart des oiseaux ainsi introduits dans la nature sont des hybrides ou des descendants de lignées hybrides dont le génome a été introgressé par les gènes d'une autre espèce, ce qui peut contribuer à une pollution génétique du pool sauvage, qui est par ailleurs de plus en plus relictuel. Il en va de même pour d'autres espèces (lapin[9] ou sanglier par exemple) ;
- Les repeuplements se font à partir de quelques lignées d'élevage génétiquement peu diversifiées. Ils contribuent à homogénéiser le pool génétique des populations sauvages que l'on veut conforter, voire à une perte importante de diversité génétique[10] ;
- les animaux introduits sont parfois beaucoup plus gros que leurs congénères au même âge (parce qu'ayant bénéficié d'une nourriture artificielle abondante et enrichie de vitamines et autres adjuvants), ce qui leur donne un  avantage compétitif dans leur nouveau milieu. Des études ont montré que cet avantage n'est pas durable. Il s'estompe souvent en hiver car ces animaux n'ont pas pris l'habitude de rechercher leur nourriture. Cependant des analyses génétiques faites dans le cadre de nombreuses études ont montré que comme dans le cas des poissons issus de piscicultures relâchés dans les cours d'eau pour le réempoissonnement, une partie des animaux introduits s'accouplent effectivement et avec succès avec leurs congénères sauvages.

## Le repeuplement, source d'appauvrissement génétique

### Pistes d'amélioration
La restauration d'une trame verte et bleue caractérisée par une réelle connectivité écologique devrait permettre aux animaux de mieux recoloniser les espaces d'où ils ont disparu (à condition que leur qualité soit suffisante, et que la pression de chasse n'y soit pas excessive, notamment sur les « corridors biologiques » permettant les déplacements nécessaires des animaux).
Les lâchers ne devraient être entrepris qu'avec prudence : À titre d'exemple pour la perdrix rouge, selon l'ONCFS, tout lâchers d’oiseaux autres que Alectoris rufa rufa est à proscrire (ce qui demande des analyses génétiques) et tout oiseau issu d'élevage doit être bagué avant le lâcher. Et lâcher une perdrix grise hors de son aire de répartition, à la place de Perdrix rouge est déconseillé (concurrence).

Si, même en l’absence de chasse, une population ne se restaure pas d'elle-même, des lâchers de repeuplement peuvent être tentés « en juillet-août, avec des perdrix de 10-12 semaines, par lots de 10 à 25 sujets, à partir de volières installées sur les sites de lâchers dans lesquelles ils séjournent 3 ou 4 jours. Un agrainage est maintenu à proximité pendant deux mois. Le tir est suspendu deux ou trois ans puis un plan de chasse est instauré. Les lâchers sont étalés sur deux ou trois étés ». En cas de lâchers de printemps (15 à 25 % de survie à un mois), « pour obtenir un couple cantonné au printemps, il est préconisé de lâcher en été en moyenne de 10 à 15 perdreaux, et ceci sur une surface d’au moins 900 hectares » sur des sites favorables à l’espèce et uniquement en cas de populations « sauvages » inférieures à 25-30 % de la capacité d’accueil.

## Les lâchers
Lors des opérations de lâchers d'animaux, ces derniers sont apportés sur le terrain et soit ils sont directement relâchés en groupe ou de manière répartie sur un plus vaste territoire, soit ils sont acclimatés un certain temps dans un enclos protégé des prédateurs. Par exemple pour la perdrix rouge en Espagne, les jeunes oiseaux sont apportées en cage sur le terrain à l'âge de 8 à 24 semaines, et parfois relâchés dans un enclos provisoire pour une courte période d'acclimatation.

### En France
Pour les oiseaux, l'ONCFS distingue 3 types de lâchers :
1. « lâchers de repeuplement en été » : Ils visent à renforcer ou réinstaller une population disparue ou très faible et à « accroître les possibilités de prélèvement à court terme » ;
2. « lâchers de tir » : ce sont des oiseaux d’élevage lâchés en été ou juste avant l’ouverture de la chasse voire en pleine période de chasse pour « maintenir ou d’accroître les possibilités de prélèvement à court terme »
3. « lâchers de printemps » : Ils se font avec des oiseaux adultes, généralement libérés au mois de mars dans la nature (beaucoup mourront avant l’été ou l’automne suivant, mais le taux de mortalité sera néanmoins un peu moindre que les lâchers d’été.

## Cas particuliers
- réintroductions d'intérêt plus que cynégétique : Exemple : un programme de réintroduction d'une espèces jugée patrimoniale et menacée, comme le grand tétras (Tetrao urogallus) envisagé en Allemagne, la Pologne, Suisse et République tchèque, cette espèce pouvant aussi avoir un intérêt "cynégétique" puisque chassé depuis la préhistoire et encore chassée dans certains pays malgré sa forte régression (il a disparu d'une très grande partie de son aire naturelle de répartition. Dans ce genre de cas, des études scientifiques poussées et des autorisations sont nécessaires pour les opérations de réintroduction.

- le faisan est un autre cas particulier car c'est un oiseau exotique, mais intégré dans la faune exotique acclimatée depuis plusieurs siècles.
 Devenu gibier royal sous Henri IV, il fait l'objet d'un élevage, au moins depuis le milieu du XVIIe siècle avec un élevage initié par le capitaine des chasses royales pour les besoins de Louis XIV et de sa cour. Cet élevage sera poursuivi par les successeurs de ce capitaine des chasses. Suivant la mode, les princes et grands seigneurs du royaume de France l'introduisent peu à peu dans leurs propriétés, comment le firent aussi les princes allemands de Saxe, de Prusse ou de Bohème (Le naturaliste Buffon (en 1835 nous dit qu'à son époque la Médie possède les plus gros faisans et en telle quantité qu'elle a pu fournir beaucoup d'autres pays. Selon lui Linnée n'en a pas trouvé à son époque en Suède, et si quelques gentilshommes écossais en élèvent, il n'y en a pas encore en Irlande. Selon Buffon, « s'ils se sont multipliés en Saxe, ce n'a été que par les soins du duc Frédéric, qui en lâcha deux cents dans le pays, avec défense de les prendre ou de les tuer ». Buffon nous dit aussi que « des faisans véritables abondent aujourd’hui dans les habitations de Saint-Domingue, et qui y ont été transportés par les européens, ainsi que les paons et les pintades ». Il donne des conseils pour l'élevage du faisan à des fins de peuplement et insiste sur la nécessite de les relâcher dans la nature très progressivement en changeant régulièrement leur cage de place et en leur donnant chaque jour moins de nourriture pour qu'ils apprennent à la trouver seuls[11],[12]. 
En France après la révolution qui permet à tous de chasser, les populations de gibier s'effondrent un peu partout dans le pays. Le faisan continue donc à être  élevé pour repeupler les campagnes où il est décimé par la chasse ou le braconnage. On l'élève aussi en Angleterre et dans toute l'Europe à partir des années 1850 et plus encore à partir des années 1950. 
 Aujourd'hui plus de dix à douze millions de faisans, élevés par plusieurs milliers d'éleveurs sont chaque année lâchés dans la nature selon le Dr vétérinaire Étienne Schricke (auteur d'un ouvrage sur l'élevage des faisans[13]). Si des problèmes de pollution génétique peuvent se poser, leurs enjeux ne sont pas identiques en raison d'une autochtonie artificielle et récente. Néanmoins, il est possible que son introduction massive puisse faire concurrence à des espèces autochtones exploitant les mêmes milieux. De plus, une grande partie des faisans introduits meurent également rapidement (Un exemple et donné par E Schricke p. 34 de son livre : un radiosuivi de 60 faisans lâchés en février 1990 par un  GIC de l'Yonne (parmi 1000 faisans) a montré qu'en quelques semaines 50 % d'entre eux avaient été mangés par des prédateurs (renards et quelque rapaces principalement[13]).

## Espèces élevées dans un objectif de «repeuplement»
Les principales espèces élevées pour restaurer, entretenir ou compléter un stock suffisant de gibier sont :
- des canards (canard colvert essentiellement)
- le lapin de garenne (Oryctolagus cuniculus)[14]
- lièvre[5]
- faisans[15]
- perdrix rouge (Buffon cite l'Allemagne et Bohème « où on a tenté inutilement de la multiplier, quoi que les faisans y aient bien réussi »[11], alors que - toujours selon Buffon - « une seule paire portée dans la petite ile d'Anaphe (Nanfio) y pullula tellement, que les habitants furent sur le point de leur céder la place. Ce séjour leur est si favorable, qu'encore aujourd’hui l'on est obligé d'y détruire leurs œufs par milliers vers les fêtes de Pâques, de peur que les perdrix qui en viendroient ne détruisissent entièrement les poissons, et ces œufs, accommodés à toutes sauces nourrissent les insulaires pendant plusieurs jours. »[11]
- perdrix grise[2]